# Adrados (kommunhuvudort)
Adrados är en kommunhuvudort i Spanien.   Den ligger i provinsen Provincia de Segovia och regionen Kastilien och Leon, i den centrala delen av landet, 110 km norr om huvudstaden Madrid. Adrados ligger 885 meter över havet och antalet invånare är 176.
Terrängen runt Adrados är platt. Runt Adrados är det glesbefolkat, med 12 invånare per kvadratkilometer. Närmaste större samhälle är Cuéllar, 17,3 km väster om Adrados. Trakten runt Adrados består till största delen av jordbruksmark.